# D-아라비니톨 4-탈수소효소
D-아라비니톨 4-탈수소효소(영어: D-arabinitol 4-dehydrogenase) (EC 1.1.1.11)는 다음과 같은 화학 반응을 촉매하는 효소이다.
D-아라비니톨 + NAD+ {\displaystyle \rightleftharpoons } D-자일룰로스 + NADH + H+
D-아라비니톨 4-탈수소효소의 2가지 기질은 D-아라비니톨, NAD+이며, 3가지 생성물은 D-자일룰로스, NADH, H+이다.
D-아라비니톨 4-탈수소효소는 산화환원효소 부류에 속하며, 특히 공여체가 CH-OH기이고 수용체가 NAD+ 또는 NADP+인 효소에 속한다. D-아라비니톨 4-탈수소효소는 오탄당과 글루쿠론산 간의 상호전환 과정, 과당 대사, 만노스 대사에 참여한다.

## 명명법
D-아라비니톨 4-탈수소효소의 계통명은 D-아라비니톨:NAD+ 4-산화환원효소(영어: D-arabinitol:NAD+ 4-oxidoreductase)이다.
다음은 일반적으로 사용되는 다른 이름들이다.
- D-아라비톨 탈수소효소(영어: D-arabitol dehydrogenase)
- 아라비톨 탈수소효소(영어: arabitol dehydrogenase)

## 같이 보기
- D-아라비니톨
- 탈수소효소

## 참고 문헌
- Characterization of Arabitol Dehyrogenase in Transplastomic Plants. LAP Lambert Academic Publishing. ISBN 978-3-659-49235-8
- Lin ECC (1961). “An inducible D-arabitol dehydrogenase from Aerobacter aerogenes”. 《J. Biol. Chem.》 236: 31–36. PMID 13762204.
- Wood WA, McDonough MJ, Jacobs LB (1961). “Ribitol and D-arabitol utilization by Aerobacter aerogenes”. 《J. Biol. Chem.》 236: 2190–2195.